# St. Liudger und Maternus

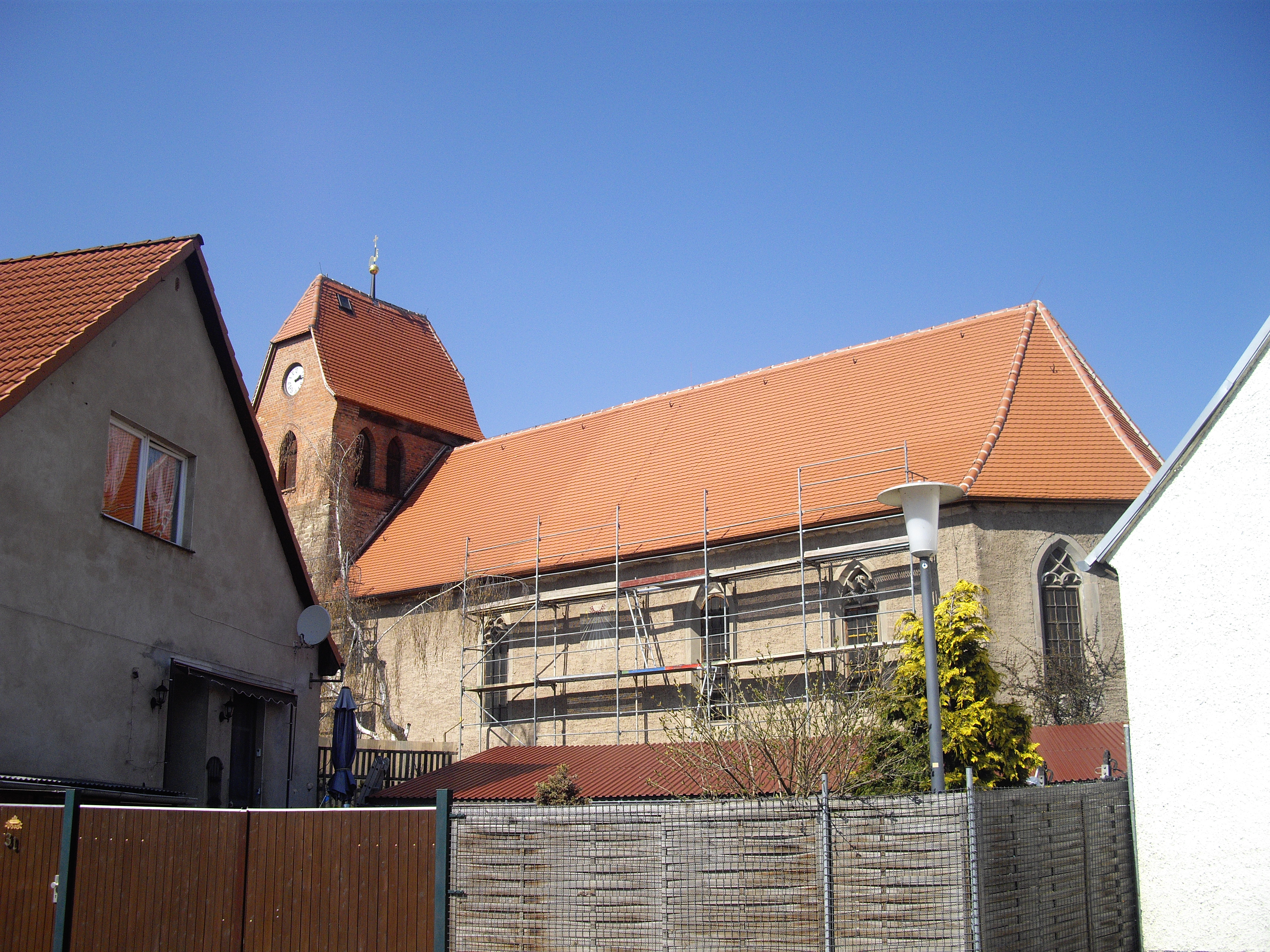
Kirche Unterrißdorf

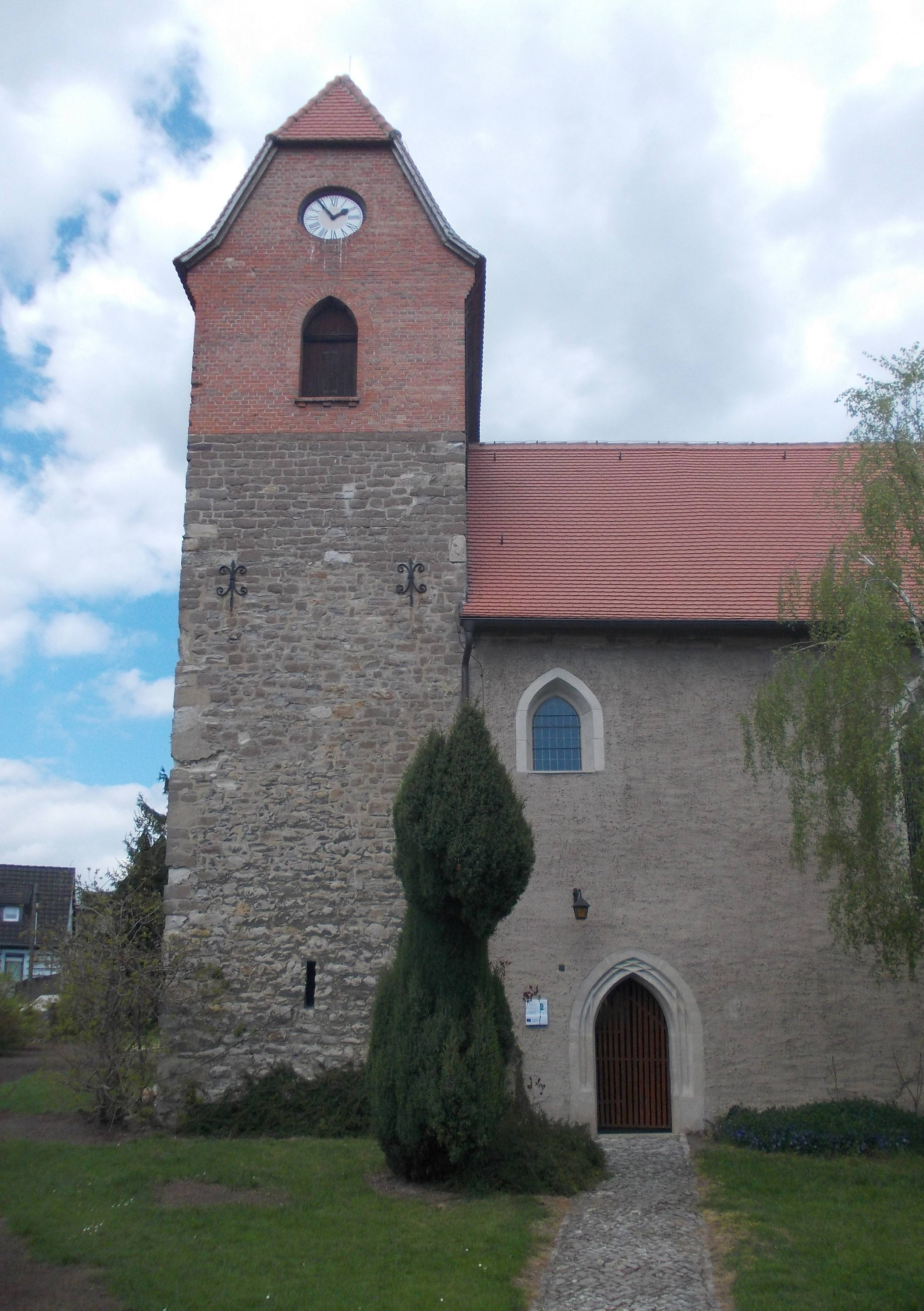
Südansicht

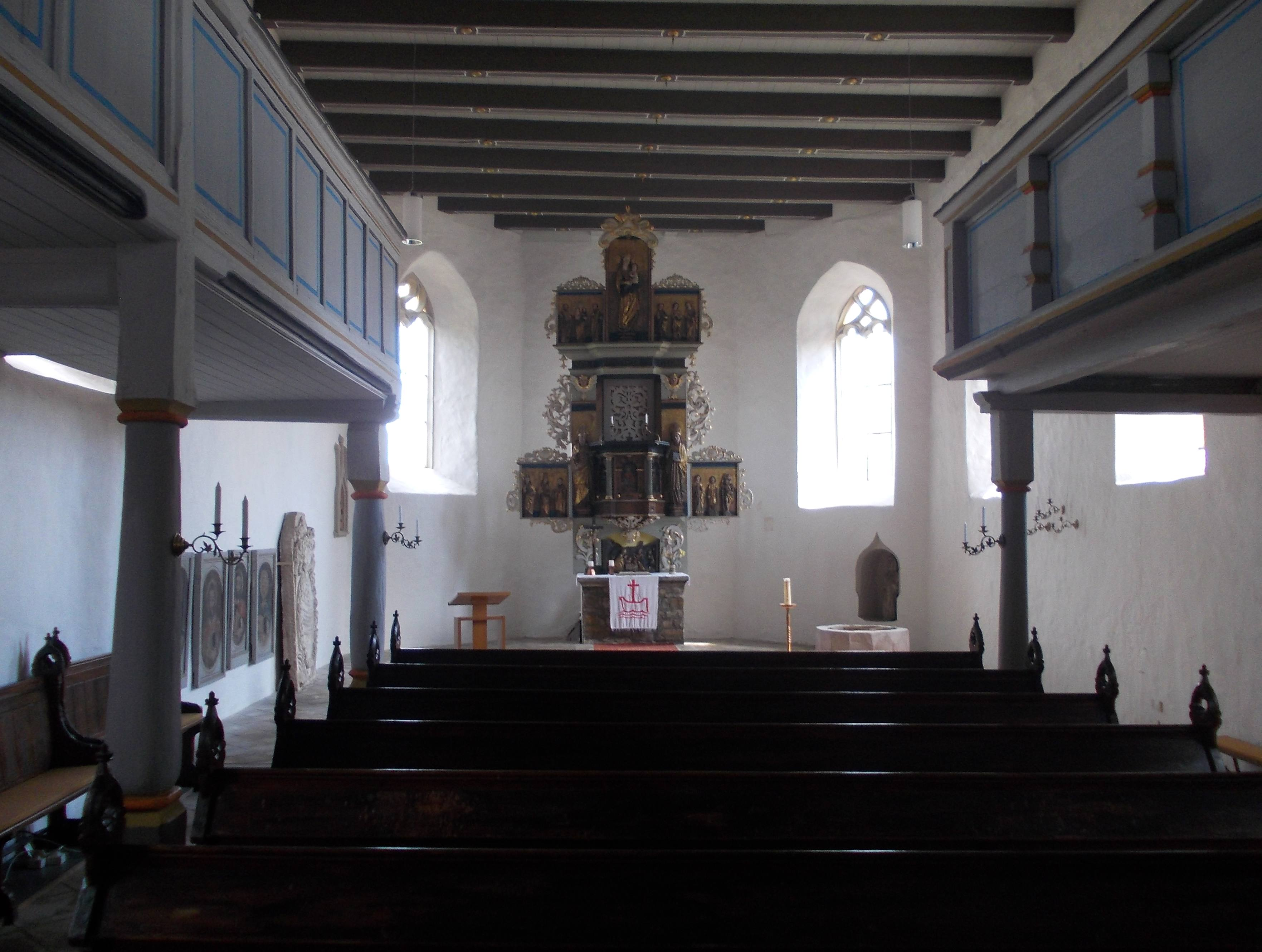
Innenansicht

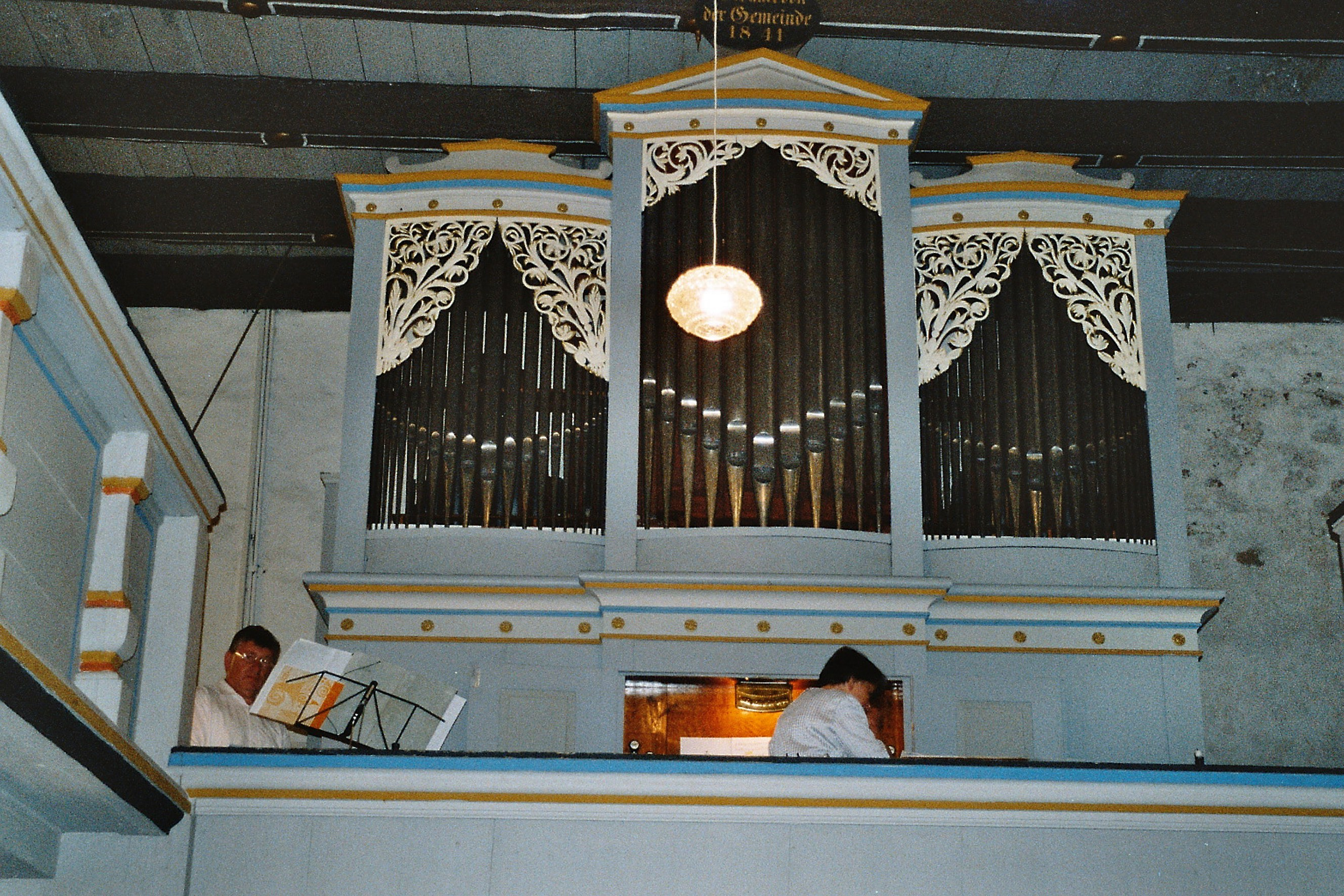
Orgel

Die evangelische Dorfkirche St. Liudger und Maternus ist eine im Kern romanische Saalkirche im Ortsteil Unterrißdorf der Lutherstadt Eisleben im Landkreis Mansfeld-Südharz in Sachsen-Anhalt. Sie gehört zum Pfarrbereich Seegebiet Mansfelder Land im Kirchenkreis Eisleben-Sömmerda der Evangelischen Kirche in Mitteldeutschland (EKMD).

## Geschichte und Architektur
Die Kirche ist ein romanisches Bauwerk des späten 12. Jahrhunderts mit Westturm und im Süden damit fluchtendem, im Norden dagegen vorspringendem Schiff. Der dreiseitige Ostschluss mit Piscina-Ausguss an der Südseite stammt von einer spätgotischen Erweiterung, ebenso das spitzbogige Südportal mit Stabwerkrahmung wie auch die erneuerten Maßwerkfenster. Das Turmobergeschoss ist in Backstein ausgeführt und stammt von einer Instandsetzung in den Jahren 1933/34; in diesem Zusammenhang wurden vermutlich auch die Maßwerkfenster verändert. In der Nordwand des Schiffes sind stark verwitterte Reste eines romanischen, vermauerten Portals erhalten, die Hand im Kreisfeld des ehemaligen Tympanons (ähnlich dem in Burgsdorf) ist heute nicht mehr erkennbar.
Das tonnengewölbte Turmuntergeschoss ist durch zwei Rundbögen zum Schiff hin geöffnet, die romanischen Kämpfer zeigen Stern- und Blattornamentik. Im Schiff sind eine Flachdecke und eine umlaufende Empore eingebaut. auf der Chornordseite ist eine spätgotische Sakramentsnische, auf der Südseite eine Piscina eingelassen, die beide mit Kielbogenabschluss versehen sind. In der südlichen Schiffswand ist ein bei der letzten Instandsetzung zu Anfang der 1990er Jahre freigelegtes Profil eines spätromanischen Rundbogenportals erhalten.

## Ausstattung
Das Hauptstück der Ausstattung ist ein barocker Kanzelaltar aus dem Jahr 1717, der mit Akanthusornamenten verziert ist. In seinem Aufbau sind Teile eines polygonalen Kanzelkorbs eingefügt, die inschriftlich auf das Jahr 1705 datiert sind, weiterhin Teile eines spätgotischen Schnitzaltars aus der Zeit um 1500: darunter eine Mondsichelmadonna sowie die Heiligen Liudger und Maternus aus dem ehemaligen Mittelschrein sowie vier Flügel mit je drei Heiligen: oben von links nach rechts Petrus, Anna selbdritt und  Paulus sowie Veit (?), Martina (?) und Maria Magdalena, unten ein heiliger Bischof, Urban und ein heiliger Abt sowie der Jünger Johannes, Juliane (?) und Christophorus; auf den Flügelaußenseiten gemalte Szenen aus dem Marienleben nach Albrecht Dürer: Beschneidung, Vermählung, Flucht nach Ägypten und Verkündigung; in der Predella eine geschnitzte Darstellung der Anbetung der Hirten.
Eine zwölfeckige steinerne Taufe sowie die Orgel von Gottlob Voigt mit 13 Registern auf einem Manual und Pedal aus dem Jahr 1841 vervollständigen die Ausstattung. Drei barocke Inschriftgrabsteine der Familie von Wulffen aus der zweiten Hälfte des 17. Jahrhunderts sind ebenfalls erhalten.
In den Jahren von 1975 bis 1977 fanden innen umfangreiche Bausanierungen statt, 2004/2009 eine aufwändige Dacherneuerung. Die 1841 von Voigt aus Polleben (Bulleben) erbaute Orgel wurde 2001 umfassend instand gesetzt und 2010 noch einmal überholt.